# Bezenšek Spur
Der Bezenšek Spur (englisch; bulgarisch Безеншеков рид Besenschekow rid) ist ein 5,5 km langer, 0,8 km breiter und bis zu 900 m hoher Gebirgskamm im Grahamlands auf der Antarktischen Halbinsel. Er ragt in den nordöstlichen Ausläufern des Detroit-Plateaus im Süden der Trinity-Halbinsel auf und erstreckt sich vom Povien Peak in östlicher Richtung zwischen dem Marla- und dem Diplock-Gletscher. 
Die bulgarische Kommission für Antarktische Geographische Namen benannte ihn 2011 nach dem slowenisch-bulgarischen Linguisten Anton Bezenšek (1854–1915), der die Gabelsberger-Kurzschrift für die bulgarische Sprache entwickelt hatte.